# Мукино
Мукино — деревня в Юрьев-Польском районе Владимирской области России, входит в состав Небыловского сельского поселения.

## География
Деревня расположена в 8 км на восток от центра поселения села Небылое и в 33 км на юго-восток от райцентра города Юрьев-Польский.

## История
В конце XIX — начале XX века деревня входила в состав Тумской волости Суздальского уезда, с 1924 года — в составе Небыловской волости Владимирского уезда. В 1859 году в деревне числилось 20 дворов, в 1905 году — 39 дворов, в 1926 году — 52 хозяйств.
С 1929 года деревня являлась центром Мукинского сельсовета Юрьев-Польского района, с 1935 — в составе Андреевского сельсовета Небыловского района, с 1959 года — в составе Ныбыловского сельсовета, с 1963 года — в составе Юрьев-Польского района, с 2005 года деревня в составе Небыловского сельского поселения.

## Население
| 1859 | 1905 | 1926 |
| ---- | ---- | ---- |
| 178  | 213  | 237  |

| 1859 | 1905 | 1926 | 2002 | 2010 | 2021 |
| ---- | ---- | ---- | ---- | ---- | ---- |
| 178  | ↗213 | ↗237 | ↘19  | ↘13  | ↘11  |